# エターナル・チャンピオンシリーズ
エターナル・チャンピオンシリーズは、イギリスの作家マイケル・ムアコックが創造したファンタジー小説シリーズであり、エレコーゼを中核とする永遠の戦士の物語である。

## 概要
ムアコックが戦士エレコーゼを主人公とした作品を書いた際、彼はこれまでに創造した主人公たち、メルニボネの最後の皇帝エルリック、ヴァドハーの最後の生き残りである紅衣の公子コルム（Corum Jhaelen Irsei）、ケルン公ドリアン・ホークムーンなどが、皆「エターナル・チャンピオン」と呼ばれる存在の化身であるという設定を付与した（他に「火星の戦士」マイケル・ケイン、ジェレミア・コーネリアス（Jeremiah Cornelius）、カール・グロガウアーなど）。
そして、各人物は己の人生しか記憶していないが、エレコーゼのみはすべての人格を（完全にではないが）記憶しているとして、エレコーゼを全作品の中心人物としたのである。
永遠の戦士（エターナル・チャンピオン）は、『天秤』（『法』と『混沌』の均衡を保つ存在）の代理として、法と混沌のバランスが崩れた際にどちらかの側に顕現し、バランスを取るために戦う戦士であり、永遠に転生を繰り返すことを宿命づけられ、多元宇宙のサイクルすべての転生を戦いに捧げる存在として書かれている。
作中に登場する戦士のほとんどは男性だが、「ブラス城年代記」のギャラソームのイリアンは女性である。
彼らの異なる顕現が一堂に会することができるのはタネローンでのみとされており、それ以外での接触はあまり芳しくない影響が出るものと思われる。コルムが異世界で自身にそっくりな顕現（コルム・バンナン・フルーランか？）に出あった時、ホークムーンがギャラソームのイリアンと対面した時は、いずれもすぐに引き離され、別の世界への移動を強制された。ただし例外もあり、ヴォアロディオン・ガニャディアックの塔を巡る戦いではエルリック、コルム、エレコーゼの三戦士が共に戦った（ルーンの杖の力が働いていたとも考えられる）。また、フォン・ベック（の一族）は他の顕現と接触しても引き離されることはない。

現在の〈永遠の戦士〉シリーズは第二サイクルであり、第一サイクルの最終作（1975年の「タネローンを求めて」、1986年の「剣のなかの竜」、同年の「秋の星々の中の都市」）以前の作品とはいささか趣を異にする。
最新作「白き狼の息子」では、ホークムーンは暗黒帝国に敗北して〈天秤〉の任務を失敗し、同じ〈戦士〉のひとりであるバスタブルの力を借りて原爆で暗黒帝国を滅ぼしている。また「タネローンを求めて」ではタネローンで死んだエレコーゼが急遽呼び出され、〈悲劇の千年紀〉の世界でホークムーンとともに死んでいる。

## 共通する設定

### 黒の剣
『法』と『混沌』の均衡を保つ為に「悪をもって悪を征す」という目的を以って、とある〈法〉の鍛冶師たちによって『混沌』の力を込めて作られた武器。永遠の戦士によって振るわれる。永遠の戦士が持つ武器はすべてこの黒の剣の別な姿であるか、（部分的にしろ）その力を引き出すものである。その形状は必ずしも剣とは限らない。
ストームブリンガー
エルリックの持つ最も有名な黒の剣。「嵐をもたらすもの」の意。突き刺した者の魂を吸い取り（稀にできない相手もいる）、その幾分かをエルリックの活力とする。邪悪な意思を持ち、エルリックの意思を裏切って殺人を犯すことがしばしばで、特に彼の仲間や愛する者を好んで手にかける。幾度か手放しても必ずエルリックの元へと戻ってきた。数多の黒の剣の中でも一際強力な存在で、神さえも殺す力を持つ。エルリックはこの剣で混沌の下級神を殺し、ダイヴィム・スロームの持つモーンブレイドと協力して“死せる神”を葬った。また、この剣を核としてあらゆる黒の剣の顕現を召喚し、アリオッホら地獄の公爵達を皆殺しにした。
反逆者（トレイター）
コルムの持つ月色の剣。鍛冶師ゴファノンの作。剣の名は、作り手の血を最初に流したことからコルムが名づけた。
カナヤーナ
エレコーゼの持つ剣。その刀身から発する瘴気は速やかに命を奪い、これに耐えられるのはエレコーゼただ一人である。黒の剣の部分的で不完全な顕現であるらしい。
冷たき剣
ウルリック・スカーソル伯（エレコーゼの記憶を持つ存在のひとつ）が持つ剣。斬られた者は非常な冷たさを感じながら絶命する。“船長”の言によれば、エレコーゼが“天秤”を破壊するのに用いた剣はこれであると思われる。
エレコーゼによる〈天秤〉破壊時の状況から、“剣の精”を次元界から放逐するにはその拠所となる“剣”“杖”“天秤”“アクトリアス石”といったすべてを同時に破壊する必要があるらしい。
暁の剣(夜明けの剣)
ドリアン・ホークムーンの持つ剣。薔薇色の光を放ち、ホークムーンの意思に応えて過去の軍勢「暁の軍団(夜明けの軍団)」を一時的に現世に召喚し、配下として戦わせることができる。
竜の剣
エレコーゼの持つ剣の一つ。その中には竜が封じられているという。ストームブリンガーに関する伝承に、ストームブリンガーの柄はかつて別の剣の柄で、その中には巨大な竜が住んでいた、というものがある。あるいはこれがその剣か。
モーンブレイド
ストームブリンガーと同時に鍛えられた双子の黒の剣。「うめく刃」の意。右手にモーンブレイド、左手にストームブリンガーを握れば、世界の半ばをいとも楽々と破壊しうるほどの力を手にすることができるという。二度に渡ってイイルクーンの手に握られ、エルリックのストームブリンガーと対決するが、共にエルリック（ストームブリンガー）の勝利に終わる。後にディヴィム・スロームが佩剣とする。
レイヴンブランド（鴉の剣）
フォン・ベック家に代々受け継がれてきた剣。エルリックの現世における顕現たるウルリック・フォン・ベックの手でふるわれることによってその依って経つ所を明かされることとなる。ストームブリンガーではなく、モーンブレイドの別身である。

### ルーンの杖
『法』と『混沌』の均衡を保つ為に『法』の力で作られた道具。主にホークムーンの人生にかかわる。黒の剣のように、直接振るわれるものではない為、永遠の戦士の戦いに使われる例は少ない。
実際にはこれも黒の剣と同じ存在を収めるもうひとつの器であり、黒の剣の双生児に等しい存在である。

### 黒の宝石
活性化すると人の精神を蝕み喰らい尽くす宝石。ホークムーンの額に埋め込まれ、彼を暗黒帝国の奴隷とした。実はこれも剣や杖と同じく、ある存在の器となるべく造られたもの。
またの名をアクトリアス石。

### 宇宙の天秤
コズミック・バランス。一方に『法』、もう一方に『混沌』を乗せ、釣り合いを取る、宇宙の法則の根源的な存在。宇宙の手（コズミック・ハンド）と呼ばれる存在が支えているとも言われるが、その正体は不明である。

### 英雄の介添人
永遠の戦士（エターナル・チャンピオン）と共に戦う宿命を持つ介添人。中でも「紅衣の公子コルム」などに登場する伊達男ジャリー・ア・コネル（Jhary a Conel）は、エレコーゼの様に転生の記憶を持つ希有な一面である。エルリックにおいてはムーングラムが、ホークムーンにおいてはオラダーンが介添人である。ホークムーンの最終巻ではジャリーとオラダーンの対面も見られる。
エルリックの世界の“曲がりの”ジャーメイス（Jermays the Crooked）、ホークムーンの世界のジェハミア・コーナーリアス（Jehamia Conahlias）なども関係があると思われる。また、夢の世界でエルリックを導いたジャスパー・コリナドゥス（Jaspar Coulinadus）、タネローンを救う術を求めるラッキールの案内役の（ジャリー・）ティメラスなどは、ジャリー・ア・コネルの別の顕現であるらしい。ジャリーは「ウィスカーズ（頬ひげ）」という名の翼のある猫を連れている。この猫は人語を解し、非常な高速で飛行することができ、他にも様々な能力を持っている。コルムの世界からジャリーが消えた後はコルムに、ジャリーが役目から解放された後はホークムーンの娘に託された。

### タネローン
エターナル・チャンピオンの物語に登場する永遠の都。多元宇宙の中心に位置し、不変の存在であるとされる。その特性から、永遠の戦士（エターナル・チャンピオン）の異なる顕現である複数の英雄たちが同時に存在することを許された場所である。多くの世界では象徴的な存在とされているが、エルリックの属する世界では現実に存在する都市として登場する。
「百万世界の合」の際、エレコーゼとホークムーンは、共に戦ったエルリックやコルムと別れてタネローンに至り、エレコーゼは黒の剣で「宇宙の天秤」を破壊する。天秤の力と剣の力が相殺され、剣もまた破壊されたその瞬間、ホークムーンがルーンの杖で黒の宝石を破壊し、器を失った邪悪なるものは消滅した。そしてエレコーゼは命を落とし、ホークムーンは最早「永遠の戦士」ではなくなり、共に平安を得た。（「タネローンを求めて」）
ムアコックの弁によると、この現実世界におけるタネローンとはモロッコのマラケシュであるという。また同じモロッコのシャウエンは、コルムが訪れた“青のタネローン”であるのかもしれない。

## シリーズ

### 紅衣の公子コルム
ハヤカワSF文庫旧版（斉藤伯好訳）
1. 剣の騎士 "The Knight of the Swords" 1971
2. 剣の女王 "The Queen of the Swords" 1971
3. 剣の王 "The King of the Swords" 1971
4. 雄牛と槍 "The Bull and the Spear" 1973
5. 雄羊と樫 "The Oak and the Ram" 1973
6. 雄馬と剣 "The Sword and the Stallion" 1974

ハヤカワSF文庫新版（斉藤伯好訳）
1. 剣の騎士（旧版１～３収録）
2. 雄牛と槍（旧版４～６収録）

アトリエサード「ナイトランド・クォータリー」誌vol.32（徳岡正肇訳）
　ナンシー・A・コリンズによる外伝「銀の腕の徴」"Sign of the Silver Hand" 1996

### メルニボネ最後の皇帝エルリック
早川書房「SFマガジン」誌
1. 「夢見る都」"The Dreaming City" 1961（鏡明訳）1974年6月号
2. 「死せる神々の書」"While the Gods Laugh" 1961（佐藤正明訳）1974年9月号

新書館『ウィングス』誌 創刊号～1985年8月号（井辻朱美訳）
1. 「夢見る都」"The Dreaming City" 1961（ハヤカワSF文庫旧版『白き狼の宿命』、新版『この世の彼方の海』に収録）
2. 「死せる神々の書」"While the Gods Laugh" 1961（「神々が笑うとき」として、ハヤカワSF文庫旧版『白き狼の宿命』、新版『この世の彼方の海』に収録）
3. 「魂を盗むもの」"The Stealer of Souls" 1962（「魂の盗人」として、ハヤカワSF文庫旧版『黒き剣の呪い』、新版『ストームブリンガー』に収録）
4. 「闇の王」"Kings in Drekiness" 1962（「闇の三王」として、ハヤカワSF文庫旧版『黒き剣の呪い』、新版『ストームブリンガー』に収録）
5. 「炎の運び手」"The Flame Bringer" 1962（「忘れられた夢の隊商」 "The Caravan of Forgotten Dreams"として、ハヤカワSF文庫旧版『黒き剣の呪い』、新版『ストームブリンガー』に収録）
6. 「ストームブリンガー」"Stormblinger" 1964（ハヤカワSF文庫旧版および新版『ストームブリンガー』に収録）

ハヤカワSF文庫旧版（1巻のみ安田均、2巻以降は井辻朱美訳）
1. メルニボネの皇子 "Elric of Melniboné" 1972
2. この世の彼方の海 "The Sailor on the Seas of Fate" 1976
3. 白き狼の宿命 "The Weird of the White Wolf" 1977
4. 暁の女王マイシェラ "The Sleeping Sorceress" 1971
5. 黒き剣の呪い "The Bane of the Black Sword" 1977
6. ストームブリンガー "Stormbringer" 1965
7. 真珠の砦 "The Fortress of the Pearl" 1989
8. 薔薇の復讐 "The Revenge of the Rose" 1991

ハヤカワSF文庫新版（井辻朱美訳）
2006年3月1巻発売、2巻以降隔月で順次発売。
1992年に英ORION PRESS、米WHITE WOLFより発売されたエピソードを年代順に加筆編集したヴァージョンを底本としている。新訳の訳文では、旧版とは一部の固有名詞などが異なる（アリオッチ→アリオッホなど）。
1. メルニボネの皇子（旧版１、７収録）
2. この世の彼方の海（旧版２～３収録：ただし旧３の「オーベック伯の夢」"The Dream of Earl Aubec" 1964 は未収録）
3. 暁の女王マイシェラ（旧版４、８収録）
4. ストームブリンガー（旧版５～６収録：ただし旧５の「タネローンを救うために……」"To Rescue Tanelorn ..." 1962 は未収録）
5. 夢盗人の娘 "The Dreamthief's Daughter" 2001
6. スクレイリングの樹 "The Skrayling Tree" 2003
7. 白き狼の息子 "The White Wolf's Son" 2005

河出書房新社（中村融訳）
1. 「翡翠男の眼」"The Jade Man's Eyes" 1973（後にかなり改稿され『この世の彼方の海』に第三部「過去への旅」として組みこまれた）『不死鳥の剣 剣と魔法の物語傑作選』収録
2. 「白き狼の歌」"The White Wolf's Song"（別名"The Black Blade's Summoning"）1994『文藝別冊 ナルニア国物語』収録

アトリエサード「ナイトランド・クォータリー」誌 vol.27～（健部伸明訳）
1. 「最期の呪縛〜もしくは混沌との戯れ〜」"The Last Enchantment (Jesting with Chaos)" 1962/1978, vol.27
2. 「漆黒の花弁」"Black Petals" 2008, vol.28（ナンシー・A・コリンズの外伝「竜の心臓」"The Heart of the Dragon" 1994/2013 徳岡正肇訳 併載）
3. 「彷徨える杜～赤き射手の物語～」"The Roaming Forest" 2006/2008, vol.29（エルリックの盟友・赤き射手のラッキールの番外編）
4. 「白牙の肖像」"A Portrait in Ivory" 2005/2007, vol.30
5. 「深紅の真珠」"Red Pearls" 2010, vol.32／33分載（vol.32にムアコックのインタビュー併載）
6. 「キリンモワールへの道」"The Road to Kirinmoir" 2022, vol.34（長編『The Citadel of Forgotten Myths』からの抜き刷り）
7. 「悲運の王の夢」"Dream of a Doomed Lord" 1978/1980, vol.35
8. 「森の民」"The Folk of the Forest" 2023, vol.39

### ケルン公ドリアン・ホークムーン
第一部　ルーンの杖秘録（深町眞理子訳）
1. 額の宝石の巻 "The Jewel in the Skull" 1967
2. 赤い護符の巻 "The Mad God's Amulet" 1968
3. 暁の剣の巻 "The Sword of the Dawn" 1968
4. 杖の秘密の巻 "The Secret of the Runestaff" 1969

第二部　ブラス城年代記（井辻朱美訳）
1. ブラス伯爵 "Count Brass" 1973
2. ギャラソームの戦士 "The Champion of Garathorm" 1973
3. タネローンを求めて "The Quest for Tanelorn" 1975

### 永遠の戦士エレコーゼ
ハヤカワSF文庫旧版（井辻朱美訳）
1. 永遠のチャンピオン "The Eternal Champion" 1970
2. 黒曜石のなかの不死鳥 "Phoenix in Obsidian" 1970
3. 剣のなかの竜 "The Dragon in the Sword" 1986

ハヤカワSF文庫新版（ゴランツ版を底本とし改訳した新装改訂版）（井辻朱美訳）
1. 黒曜石のなかの不死鳥（旧１～２収録：ただし１は「永遠の戦士」と改題）
2. 剣のなかの竜

アトリエサード「ナイトランド・クォータリー」誌vol.37（健部伸明訳）
　　「最後の呼び声」"The Last Call" 1987

### 聖杯の守護者フォン・ベック
1. 軍犬と世界の痛み "The War Hound and the World's Pain" 1981（1982年に集英社より「堕ちた天使」の邦題で刊行されたものの改題＆改訳）
2. 秋の星々の都 "The City in the Autumn Stars" 1986

小尾芙佐訳。上記二編と「フェリペ・サジタリウスの快楽の園」"The Pleasure Garden of Felipe Sagittarius" 1965（S-Fマガジン1974年6月号に掲載された短編の主人公を「フォン・ベック」に書き換えている）が、ゴランツ版『フォン・ベック』に収録されている。
　ただしエルリックの新３部作『夢盗人の娘』『スクレイリングの樹』『白き狼の息子』は、実質的には上記２巻の続きである。
　エレコーゼ第３巻『剣のなかの竜』にも、フォン・ベックは介添え人的な立場で登場する。

### 超時空探偵シートン・ベッグ
1. 「乳白と鮮血の閣下」"Sir Milk-and Blood" 1996, 「ナイトランド・クォータリー」vol.36
2. 「亡霊戦団〜秘蔵の覆面博労物語〜」"The Ghost Warriors" 1997, 「ナイトランド・クォータリー」vol.38

健部伸明訳。フォン・ベックの英国の分家たる探偵シートン・ベッグと、エルリックの現代の化身ムッシュ・ゼニスの物語。このシリーズに分類されてはいないが、ゼニスが客演する作品が、もう1編翻訳されている：
- 「月に遊ぶ鳥たち～稀人らの物語～」"The Birds of the Moon" 1995, 「ナイトランド・クォータリー」vol.31

### 火星の戦士ケイン（当初はエドワード・P・ブラッドベリ名義で刊行）
ハヤカワSF文庫旧版（矢野徹訳）
1. 火星の戦士 野獣の都 "City of the Beast" 1965
2. 火星の戦士 蜘蛛の王 "Lord of the Spiders" 1965
3. 火星の戦士 鳥人の森 "Masters of the Pit" 1965

ハヤカワSF文庫新版（矢野徹訳）
1. 野獣の都（旧１～３収録）

なおケインは、火星テーマのコミックス『続リーグ・オブ・エクストラオーディナリー・ジェントルメン』にも登場する（アラン・ムーア 作、ケビン・オニール画、秋友克也＆大島豊訳、ヴィレッジブックス刊）。

## 共演
ヴォアロディオン・ガニャディアックの塔を巡る戦いはコルムシリーズの「剣の王」、エルリック・サーガの「暁の女王マイシェラ」に、また魔術師兄妹アガック、ガガックとの戦いではエターナル・チャンピオン4人が参加しており、こちらはホークムーン・シリーズの「タネローンを求めて」、エルリックサーガの「この世の彼方の海」にそれぞれ収録されている。フォン・ベック一族は、エルリック・サーガ「夢盗人の娘」「スクレイリングの樹」「白き狼の息子」においてウルリックが、同「白き狼の歌」においてレナルクが、エレコーゼ・サーガ「剣のなかの竜」においてウルリッヒが、それぞれ共演している。また、エルリック・サーガの登場人物であるラッキールもエターナル・チャンピオンの一人であり、エルリックと度々共闘している他、外伝短編の主役も務めている。

## 余談
日本で出版された翻訳版の多くは天野喜孝がイラストを担当したが、日本版の表紙を作者であるムアコックは非常に気に入り、イギリス版のイラストを天野のものに入れ替えた。